# 樹林商圈
樹林商圈主要範圍為新北市樹林區樹林火車站前一帶。主要範圍為從博愛街為主的Ｕ字型前站商圈。後站也有為數不小商家，是一個以交通樞紐為發展中心的民生內需型商圈。
樹林紅麴最為著名，為此許多店家皆研發紅麴商品、餐飲等，如紅麴麵線、紅麴米糕、紅麴香腸等產品。

## 週邊觀光資源
歷史人文景點如山佳火車站，休憩景點如大同山、山佳河濱公園、冷磺泉、軍人忠靈祠（武器公園）等，夜市有樹林夜市。

## 外部連結
- 新北市形象商圈-樹林商圈